# Килинг, Дэйл
Дэйл Килинг (англ. Dayle Coleing; 23 октября 1996, Гибралтар) — гибралтарский футболист, вратарь клуба «Бруно’с Мэгпайс» и сборной Гибралтара.

## Биография

### Клубная карьера
Родился в 1996 году в Гибралтаре. Воспитанник клуба «Манчестер 62». Сезон 2014/15 провёл в составе «Линкольн Ред Импс», но позже вернулся в «Манчестер 62». В 2015 году Килинг переехал в Англию, где выступал за студенческую команду Университета Лидс Тринити, а также за любительские команды «Тэкли» и «Ливерседж» из девятого дивизиона Англии.
Летом 2017 года он вернулся в чемпионат Гибралтара, где стал игроком клуба «Гибралтар Феникс». В 2018 году подписал контракт с клубом «Европа».

### Карьера в сборной
Впервые был вызван в сборную Гибралтара ещё в октябре 2014 года на отборочные матчи чемпионата Европы 2016, однако на поле тогда не вышел. Регулярно приглашаться в сборную стал с 2018 года. Дебютировал за национальную команду 5 сентября 2019 года, отыграв весь матч против сборной Дании (0:6) в рамках квалификации чемпионата Европы 2020.

## Достижения
«Европа»
- Обладатель Кубка Гибралтара: 2019
- Обладатель Суперкубка Гибралтара: 2018, 2019